# MatPat
Pour les articles homonymes, voir Matthew Patrick (homonymie).
Matthew Robert Patrick (né le 15 novembre 1986), connu en ligne sous le nom de MatPat, est un YouTubeur américain et une personnalité d'Internet. Il est le créateur des chaînes YouTube The Game Theorists, The Film Theorists, The Food Theorists et The Style Theorists, chacune analysant respectivement des divers jeux vidéo, films, nourriture et de la mode. Outre la création de ses chaînes, Patrick narre la majorité des vidéos qui sont présentées sur ses chaînes. Patrick a aussi créé la chaîne de jeux en direct GTLive et a animé la série de YouTube Premium MatPat's Game Lab. En février 2023, Patrick avait accumulé plus de 36 millions d'abonnés, ainsi que plus de 7 milliards de vues au total sur tout de ses cinq chaînes.

## Biographie

### Jeunesse
Matthew Robert Patrick est né le 15 novembre 1986, dans le comté de Medina, Ohio. Il est le fils de Robert P et Linda Kosarek. En grandissant, Patrick s'est intéressé aux jeux vidéo tels que la franchise Mario ainsi que Castlevania. C'est au cours de ses premières années qu'il a obtenu son surnom de MatPat. Il s'est aussi fortement impliqué dans les arts du spectacle, particulièrement le théâtre musical. Patrick a participé dans cinq chorales de spectacle, il était président et capitaine de danse ainsi qu'altiste dans un orchestre de sa ville natale dans lequel il jouait dans environ six spectacles sur scène par an. Dès son plus jeune âge, Patrick a aimé l'école et suivait des cours supplémentaires, qui se transféraient à ses années universitaires.
Après avoir été major de sa promotion au lycée, Patrick a bénéficié d'une bourse d'etudes à l'Université Duke et s'est spécialisé en psychologie et en théâtre ainsi qu'en neurosciences. Il a été assistant résident pendant trois ans et a obtenu son diplôme en 2009 en tant que summa cum laude et comme membre de Phi Beta Kappa.

### YouTube

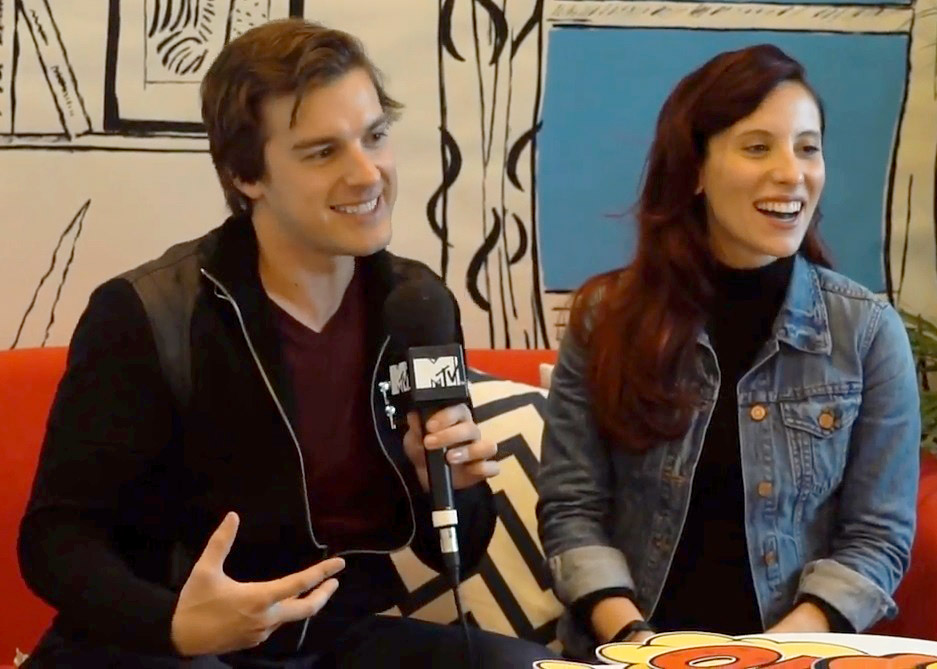
Patrick avec sa femme, Stephanie, en 2018.

Patrick a premièrement créé un compte YouTube sous le nom MatthewPatrick13 en 2009. Il a mis en ligne de nombreuses vidéos de ses performances et auditions pour le théâtre musical.
Après avoir reçu son diplôme, Patrick a déménagé à New York pour poursuivre une carrière d'acteur, mais après deux ans de chômage quasi total, il a mis en ligne la bande-annonce promotionnelle de Game Theory, inspirée de l'épisode Tangential Learning de la série YouTube Extra Credits. Il a mis en ligne le premier épisode de Game Theory le 18 avril 2011, dans le but de créer « l'expérience d'apprentissage tangentielle du jeu » pour montrer ses capacités aux entreprises susceptibles de regarder sa chaîne[réf. nécessaire]. Des exemples de sujets couverts sur Game Theory incluent des personnages de Nintendo, Minecraft, Five Nights at Freddy's, Call of Duty, Pokémon et Petscop, etc.,. Il a parfois mis en ligne des vidéos commentant le marché du jeu et les joueurs, ainsi que sur d'autres sujets qu'il jugeait dignes d'intérêt. Il a gagné des abonnés et ses vidéos ont été publiées sur les premières pages de sites tels que ScrewAttack et GameTrailers.
En 2012, Patrick présente deux chaînes partenaires qui comprenaient Gaijin Goombah ainsi que Ronnie Edwards. The Game Theorists atteint un million d'abonnés le 17 décembre 2013 et 10 millions en juillet 2018. En mars 2023, The Game Theorists comptait 17,2 millions d'abonnés et plus de 3,58 milliards de vues.
Le 12 mai 2015, Patrick crée une deuxième chaîne appelée The Film Theorists où il débute sa deuxième émission, Film Theory. La première vidéo a été mise en ligne le 2 juin 2015. Film Theory suit le même format que Game Theory, mais se concentre sur les émissions de télévision, les films, les vidéos d'Internet et l'industrie cinématographique à la place que des jeux. The Film Theorists a atteint le million d'abonnés un mois après les débuts de la chaîne. En mars 2023, The Film Theorists comptait 11,8 millions d'abonnés et plus de 2,52 milliards de vues. Patrick lance une série let's play appelée GTLive le 26 août 2015, où il diffuse principalement du gameplay et des réactions avec sa femme Stéphanie. Depuis le 3 octobre 2016, les diffusions du lundi font partie de YouTube Gaming Primetime et sont donc programmées de 15h à 17h PST. Il inclut également un mécanisme de vote, qui peut être utilisé par Patrick pour effectuer des sondages rapides. En mars 2023, GTLive comptait 3,09 millions d'abonnés et plus de 694 millions de vues. À partir de 2022, la chaîne GTLive continue de mettre en ligne des contenus préenregistrés, pour la plupart non édités.
Le 8 juin 2016, Patrick a mis en ligne via sa chaîne YouTube une nouvelle émission, MatPat's Game Lab, sur le service d'abonnement payant de Google, YouTube Premium. L'émission se concentre principalement sur le placement des joueurs de jeux vidéo dans des scénarios de la vie réelle imitant des scénarios qui se produisent dans les jeux vidéo, comme le désamorçage de bombes, le parkour, la survie, et l'entraînement militaire,. Malgré l'intérêt de Patrick pour le développement d'une deuxième saison, YouTube n'a pas encore annoncé de développement supplémentaire dans le projet. Il faisait aussi partie de la série YouTube Premium Scare PewDiePie (2016). En 2019, The Game Theorists organise une diffusion en direct caritative de 9 heures qui a généré 1,3 million de dollars pour l'hôpital de recherche pour enfants St. Jude. La diffusion comprenait des invités Markiplier, TheOdd1sOut, Rosanna Pansino, Scott Cawthon et d'autres. Plusieurs autres diffusions caritatifs ont été faites pour St. Jude au cours des années suivantes,.
La troisième chaîne Theory et la quatrième au total ; The Food Theorists a commencé à publier des vidéos en juillet 2020. The Food Theorists, utilisant le même style que ses prédécesseurs, mélange la science alimentaire avec la psychologie, la physiologie et le complot. La chaîne a été développée pendant deux ans avant son lancement. En mars 2023, The Food Theorists comptait 4,42 millions d'abonnés et plus de 613 millions de vues. Il avait atteint 1 million d'abonnés exactement une semaine après son lancement, puis avait gagné un autre million au cours des 4 mois suivants. Le 20 décembre 2022, une quatrième chaîne Theory et la cinquième au total, a été annoncée. sur la chaîne Game Theory, ainsi que l'achat de la chaîne par Lunar X. Le 18 février 2023, The Style Theorists sort. The Style Theorists, comme les autres chaînes, se concentre sur la science, les mathématiques, l'histoire, la psychologie et de la mode. Il a atteint 1 million d'abonnés trois jours après que c'est sorti.
Le mardi 9 Janvier, le vidéaste mît en ligne sa vidéo nommée "Goodbye Internet" dans laquelle il dit quitter youtube définitivement, le 9 mars 2024.

## Autres médias et collaborations
Patrick a participé à la websérie TOME : Terrain of Magical Expertise. Il a attiré plus d'attention et de visibilité pour la série en mettre en ligne une version remasterisée du premier épisode sur la chaîne le 1er octobre 2013, puis en aussi fournissant une plateforme pour la série,. Le jeu est sorti sur Steam le 9 septembre 2021.
Un personnage basé sur Patrick a été inclus dans The Walking Dead : Road to Survival (2015). En 2017, Patrick et sa femme Stéphanie ont participé au Pokkén Tournament DX Invitational de Nintendo, un événement organisé pendant l'E3 2017. Il était jumelé avec Allister Singh, le seul joueur professionnel de Pokkén dans l'événement. Son équipe a finalement remporté le tournoi. Patrick a exprimé Computron dans la série d'animation Transformers, le retour des Titans (2017).
En 2019, Patrick s'est associé à Nickelodeon pour créer l'émission Fact or Nicktion. Dans cette émission, Patrick a examiné divers phénomènes dans les émissions de Nickelodeon, telles que Bob l'éponge, Avatar, le dernier maître de l'air et Razmoket pour déterminer s'ils pouvaient ou pas se produire dans la vraie vie.

## Vie privée
Patrick est marié à Stephanie Patrick (née Cordato), qu'il a rencontrée alors qu'il étudiait à l'Université Duke. Les deux sont devenus proches après avoir créé une parodie de Legend of Zelda appelée The Epic of Stew. Ils se sont mariés le 19 mai 2012. Leur fils Oliver est né en 2018, et la famille partage actuellement son temps entre vivre en Californie et en Caroline du Nord.

## Distinctions
| Année | Prix           | Categorie                        | Récipient(s)       | Résultat   | Ref.   |
| ----- | -------------- | -------------------------------- | ------------------ | ---------- | ------ |
| 2015  | Streamy Awards | Jeux                             | The Game Theorists | Nomination | [ 30 ] |
| 2015  | Streamy Awards | Édition                          | The Game Theorists | Nomination | [ 30 ] |
| 2016  | Shorty Awards  | Technologie et innovation : jeux | The Game Theorists | Nomination | [ 31 ] |
| 2016  | Streamy Awards | L'émission de l'année            | The Game Theorists | Nomination | [ 32 ] |
| 2016  | Streamy Awards | Jeux                             | The Game Theorists | Lauréat    | [ 32 ] |
| 2016  | Streamy Awards | Non-fiction                      | MatPat's Game Lab  | Nomination | [ 32 ] |
| 2016  | Streamy Awards | Réalité virtuelle et 360         | MatPat's Game Lab  | Lauréat    | [ 32 ] |
| 2017  | Shorty Awards  | Technologie et innovation : jeux | Lui-même           | Nomination |        |
| 2017  | Streamy Awards | Édition                          | The Game Theorists | Lauréat    |        |
| 2017  | Streamy Awards | Immersif                         | The Global Gamer   | Nomination |        |
| 2018  | Streamy Awards | Sujet : culture populaire        | The Game Theorists | Nomination |        |
| 2018  | Streamy Awards | Édition                          | The Game Theorists | Nomination |        |
| 2019  | Streamy Awards | Jeux                             | The Game Theorists | Lauréat    |        |
| 2021  | Streamy Awards | Écriture                         | The Game Theorists | Lauréat    |        |